# حيدر العامري
حيدر معتوق عيسى العامري (مواليد 29 مايو 1997) هو لاعب كرة قدم سعودي.

## مسيرة اللاعب
لعب سابقاً في نادي العدالة ونادي البكيرية ونادي الخليج ونادي الروضة ونادي الترجي ونادي العلا.